# 1161
| 1161               |
| ------------------ |
| Dødsfald - Fødsler |
|                    |

| Gregoriansk kalender | 1161 MCLXI              |
| Ab urbe condita      | 1914                    |
| Armensk kalender     | 610 ԹՎ ՈԺ               |
| Kinesiske kalender   | 3857 – 3858 庚辰 – 辛巳 |
| Etiopisk kalender    | 1153 – 1154             |
| Jødisk kalender      | 4921 – 4922             |
| Hindukalendere       |                         |
| - Vikram Samvat      | 1216 – 1217             |
| - Shaka Samvat       | 1083 – 1084             |
| - Kali Yuga          | 4262 – 4263             |
| Iransk kalender      | 539 – 540               |
| Islamisk kalender    | 556 – 557               |

Konge i Danmark: Valdemar den Store enekonge fra 1157-1182
Se også 1161 (tal)

## Født
- Valkemølle ved Tommerup Å i Skåne.[1]